# جوردن بيك
جوردن بيك (بالإنجليزية: Jordan Beck)‏ هو لاعب كرة قدم أمريكية أمريكي، ولد في 18 أبريل 1983 في Mount Hermon, California ‏ في الولايات المتحدة.

## وصلات خارجية
- جوردن بيك على موقع مرجع كرة القدم المحترفة.كوم (الإنجليزية)